# NGC 5953
NGC 5953 est une galaxie spirale (lenticulaire ?) située dans la constellation du Serpent. NGC 5953 a été découverte par l'astronome germano-britannique William Herschel en 1784.

## Description
Sa vitesse par rapport au fond diffus cosmologique est de 2 100 ± 11 km/s, ce qui correspond à une distance de Hubble de 31,0 ± 2,2 Mpc (∼101 millions d'al).
La classe de luminosité de NGC 5953 est I et elle présente une large raie HI. C'est aussi une galaxie LINER, c'est-à-dire une galaxie dont le noyau présente un spectre d'émission caractérisé par de larges raies d'atomes faiblement ionisés. De plus, c'est une galaxie active de type Seyfert 2. 
À ce jour, quatre mesures non basées sur le décalage vers le rouge (redshift) donnent une distance de 25,950 ± 4,747 Mpc (∼84,6 millions d'al), ce qui est à l'intérieur des valeurs de la distance de Hubble. Notons cependant que c'est avec la valeur moyenne des mesures indépendantes, lorsqu'elles existent, que la base de données NASA/IPAC calcule le diamètre d'une galaxie et qu'en conséquence le diamètre de NGC 5953 pourrait être d'environ 18,0 kpc (∼58 700 al) si on utilisait la distance de Hubble pour le calculer.

## Une paire de galaxies rapprochées
Les galaxies NGC 5953 et NGC 5954 figurent dans l'atlas des galaxies particulières de Halton Arp sous la cote Arp 91. Arp mentionne que le couple est un exemple d'une galaxie spirale (NGC 5954) dotée d'un large compagnon dont la brillance de surface est élevée. Ces deux galaxies sont à la même distance de nous et elles forment une paire de galaxies en interaction gravitationnelle. Elles figurent d'ailleurs dans l'Atlas and Catalogue of Interacting Galaxies de Boris Vorontsov-Veliaminov et ses collègues. 
Une étude portant sur six paires de galaxies rapprochées parue en 1994 porte aussi sur NGC 5953 et NGC 5954 (UGC 9903-4, dans l'article). Un large pont d'étoiles joint les deux galaxies et à l'exception de son bulbe central, NGC 5953 est relativement lisse, ce qui lui a d'ailleurs valu d'être classifié par certains comme une galaxie lenticulaire (S0). Quant à NGC 5954, elle montre une brillante chaîne de régions brillantes orientée du sud au nord avec deux bras spiraux pâles. Les émissions HI des deux galaxies se superposent considérablement. Une des caractéristiques remarquable de NGC 5953 est une région d'hydrogène neutre qui s'étend vers le nord-ouest. Une image montre aussi une extension d'étoiles coïncidant avec la région d'hydrogène neutre. Cette extension d'étoiles est nettement visible sur l'image obtenue du relevé SDSS ainsi que sur l'image du télescope Hubble.

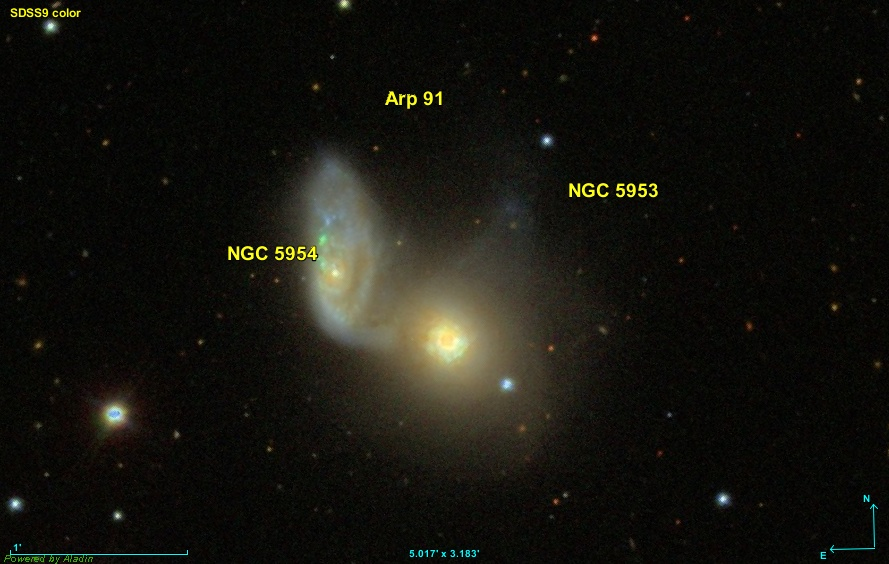
La paire de galaxies en interaction gravitationnelle NGC 5953 et NGC 5954 figure dans l'atlas de Halton Arp comme Arp 91.
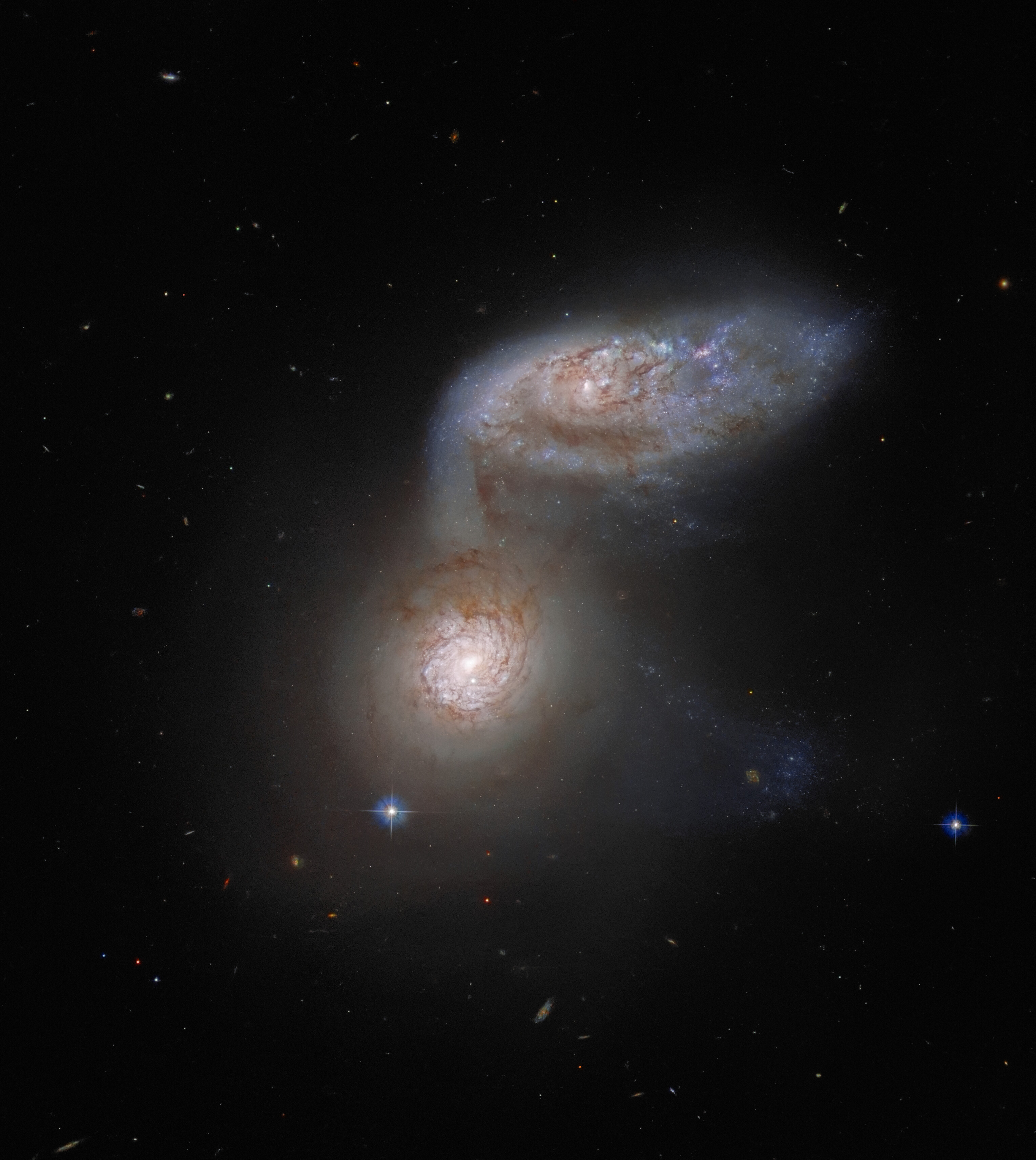
La paire de galaxies NGC 5953 et NGC 5954 par le télescope spatial Hubble. Le nord est à la droite de cette image et l'ouest vers le bas.

## Groupe de NGC 5962
Selon A. M. Garcia, NGC 5953 fait partie du groupe de NGC 5962. Ce groupe de galaxies compte au moins cinq membres. Les autres galaxies du groupe sont NGC 5951, NGC 5954, NGC 5962 et UGC 9902.
Abraham Mahtessian mentionne que NGC 5953 fait partie d'un trio de galaxies. Les deux autres galaxies sont NGC 5951 et NGC 5954.